# Antonín Bečvář
Pour les articles homonymes, voir Bečvář.
Antonín Bečvář (né le 10 juin 1901 à Stará Boleslav et décédé le 10 janvier 1965 dans cette même ville) était un astronome tchécoslovaque.
Il a fondé l'observatoire Skalnaté pleso en Slovaquie.
Il a découvert la comète C/1947 F2 (Bečvář) également connue sous les désignations 1947 III et 1947c.

## Publications
- Atlas Coeli Skalnate Pleso (1951)
- Skalnate Pleso Atlas of the Heavens
- Atlas eclipticalis, 1950.0 (1958)
- Atlas borealis 1950.0 (1962)
- Atlas australis 1950.0 (1964)

## Honneurs
- L'astéroïde (4567) Bečvář
- Le cratère Bečvář sur la Lune.